# Menton
Menton (Mentons: Mentan; Italiaans: Mentone; Ligurisch: Mentùn) is een Franse gemeente, gelegen in het departement Alpes-Maritimes en de regio Provence-Alpes-Côte d'Azur. De gemeente telde 30.326 inwoners op 1 januari 2022.
Menton ligt aan de Italiaanse grens op de scheidslijn tussen de Franse Côte d'Azur en de Italiaanse Bloemenrivièra. Aan de andere kant van de grens bevindt zich de Italiaanse stad Ventimiglia en de stad wordt de "parel van Frankrijk" genoemd. De stad kijkt uit op de Middellandse Zee en beschikt over een klokkentoren.
De citroen is een van de symbolen van Menton aangezien dit het enige gebied in Frankrijk is waar, dankzij een microklimaat, citroenbomen vrucht dragen. In de stad vindt in februari een citroenenfeest (Fête du Citron) plaats. 

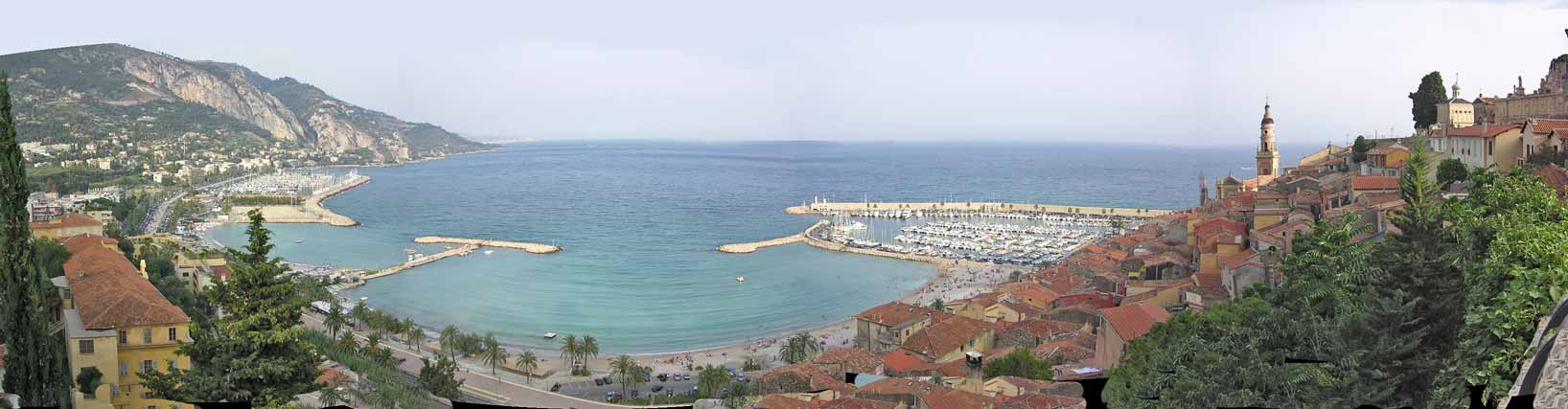
Uitzicht op Menton

## Benamingen
Menton is in het verleden veelvuldig in een ander taalgebied komen te liggen en als gevolg daarvan heeft de stad diverse namen. In het Mentonasque, het lokale dialect, wordt de stad Mentan, genoemd en de inwoners noemen zich Mentounasc (enkelvoud). In het Italiaans heet de stad Mentone. In het Niçoise, het dialect rond Nice, zegt men Mentoun. Mentun is een geïtalianiseerde geschreven vorm en Menton de gestandaardiseerde Occitaanse schrijfwijze) en de inwoner is (volgens het woordenboek van Georges Castellana) een Mentounasc. De bijnaam van Mentonezen (in het Niçois) is lu manja papié.
De inwoners worden Mentonezen genoemd (in het Frans: les Mentonais). Een traditionele en literaire naam, gebruikt door Guillaume Apollinaire, is Mentonasques. De uitgang "-asque" komt van de oude Liguriërs.

## Geschiedenis

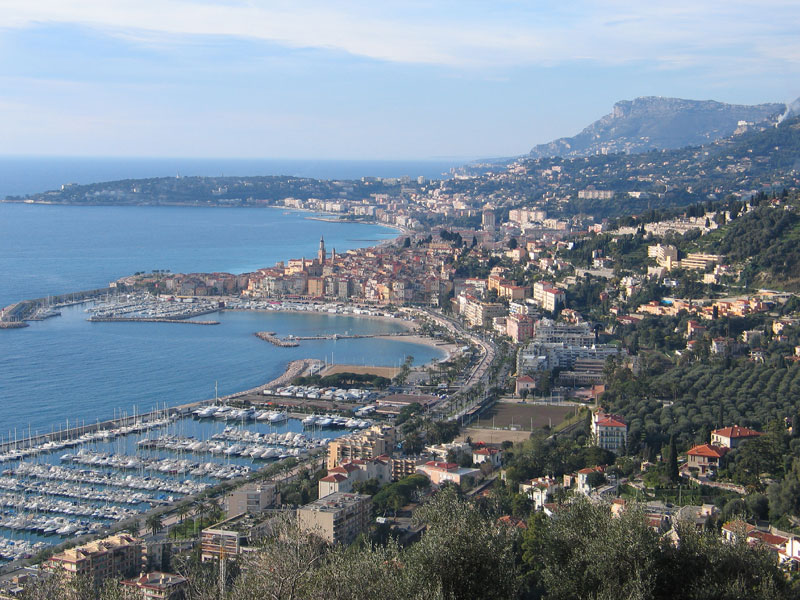
Zicht op Menton

De locatie van Menton is sinds de Oude Steentijd regelmatig bewoond geweest. Archeologische bijzonderheid: een nog steeds bestaand stuk van Via Julia Augusta, (een oude Romeinse weg die Ventimiglia met Nice-Cimiez verbond) is zichtbaar, momenteel rue Longue, die de oude stad in de verlenging van Via Aurelia oversteekt.
Waarschijnlijk heeft de primitieve agglomeratie waaruit Menton ontstond zich op de heuvel van Pepín, ten westen van de huidige stad, het eerst samengetrokken rondom de burcht die op initiatief van de graaf van Ventimiglia in de 10e eeuw werd opgericht.
De ridderstand van Puypin (Podium Pinum) kwam tot een einde met die van Menton in de 13e eeuw in Vento, een Genuese familie die er een ander kasteel bouwde: deze gaf geboorte aan de huidige stad. De eerste vermelding van de stad dateert van 21 juli 1262, in het vredesverdrag tussen Karel van Anjou en de Republiek Genua. De positie ervan in het uiterste hoek van het Provençaalse graafschap Anjou en de Republiek Genua - die destijds Monaco als zijn westerse grens opeiste - was in feite een betrekkelijk begeerde positie.

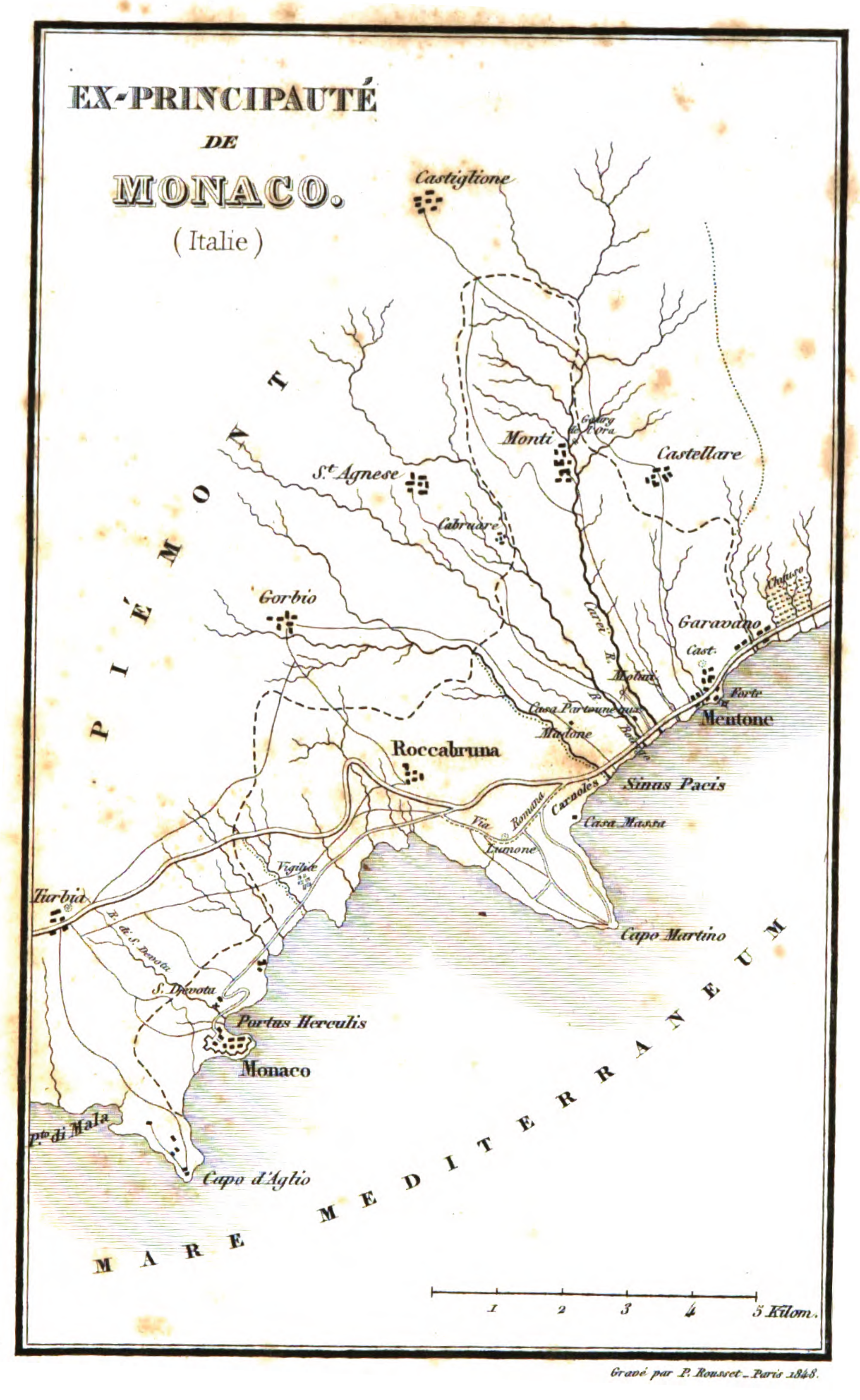
Monaco met Menton en Roquebrune in 1848

In 1346 verkreeg Karel I van Monaco de stad, en bleef Menton gedurende vijf eeuwen onder suzereiniteit van de prinsen van Monaco, tot in 1848, het begin van een tijdperk waar Menton zich met buurstad Roquebrune als vrije stad afkondigde door zich onder de bescherming van de koning van Sardinië te plaatsen. Menton heeft historisch nooit deel van het Graafschap Nizza uitgemaakt.
Menton werd tijdens de Franse Revolutie en het eerste keizerrijk aan Frankrijk verbonden en maakte vanaf dan deel uit van het departement Alpes-Maritimes (dat in die tijd ook Monaco en Sanremo omvatte). Zij maakte deel uit van het arrondissement van Sanremo.
Het prinsendom van Monaco werd in 1814 opnieuw in gezag gesteld maar viel vanaf 1815 onder het protectoraat van de koningen van Sardinië, waarbij de prinsen een feodale hulde voor Menton aan deze koningen overhandigden - op ouderwetse wijze (maar zuiver gezegd niet voor Monaco).
1848 was het jaar van de revoluties in Europa en Menton rebelleerde, met buurstad Roquebrune, tegen het prinsdom van Monaco. Prins Florestan I van Monaco hield hardnekkig vol een belasting op de export van de citroenen te heffen, het voornaamste middel van inkomsten voor de stad. Beide steden riepen zich uit tot vrije steden die feitelijk door het huis van Savoie werden bestuurd.
Deze twee vrije steden werden Frans bij de aansluiting bij het Graafschap Nizza in 1861. In het referendum dat in 1860 werd georganiseerd, ging Menton massaal akkoord met de aansluiting bij Frankrijk. Napoléon III betaalde een bedrag van 4 miljoen frank schadevergoeding aan prins Karel III van Monaco voor beide steden. In 1867 opende het treinstation van Menton en de gemeente werd een vakantieoord voor de internationale beau monde. Er werden tijde de belle époque luxehotels gebouwd en zelfs een Russisch-Orthodoxe kerk (1892) voor de Russische toeristen.
In de Tweede Wereldoorlog werd Menton in de zomer van 1940 door Italië bezet. Deze bezetting duurde tot 8 september 1943, waarna de Duitsers de bezettersrol overnamen tot de bevrijding op 8 september 1944.

## Classificatie van het Mentonasque
Men ziet het Mentonasque (naam van het plaatselijke dialect) over het algemeen als een variant van het Occitaans, dat lange tijd als dichter bij het dialect gesproken in Nice (en dus dichter bij Occitaans), dan Ligurisch, gesproken in de Royavallei en Ventimiglia werd beschouwd - maar deze mening moet waarschijnlijk herzien worden, gezien de grote overeenkomst met de nabijgelegen Ligurische dialecten (gesproken in Monaco, Roquebrune-Cap-Martin en vooral die in de Roiavallei en in Bévéra, in Pigna, in Ventimiglia en Sanremo). Daarom zien bepaalde taalkundigen, specialisten van de romaanse talen, Mentonasque als tussenvorm tussen het Intemelio of Intémélien en het Monegaskisch - het bestaan van een bijna-Occitaanse enclave (genoemd gavot of maritiem Provençaals) is aangezien deze tot Roquebrune en Menton wordt beperkt, in feite niet steekhoudend, meestal met en politiek linguïstische bijgedachte (het gebied van het Occitaans uitbreiden, dat als prestigieus door zijn literatuur wordt beschouwd, en zelfs de aansluiting bij Frankrijk achteraf rechtvaardigen). Niettemin hebben maritiem Provençaals (en het dialect van Nice, vervolgens het Frans, wezenlijk het gesproken mentonasque (apocope veralgemeend, diftonggebruik, woordenboek) - beïnvloed, wat ervoor zorgt dat Occitaanse taalgebruiken dit dialect volop kenmerken.

## Bezienswaardigheden
Met de bouw van de basiliek Saint-Michel Archange werd in 1639, onder het bewind van Honoré II, begonnen. De voltooiing zou echter nog meerdere eeuwen duren. De klokkentoren is 53 meter hoog en is een symbool van de stad. In 1819 werd de voorgevel drastisch gewijzigd in barokstijl. Pas in 1999 werd de Saint-Michel Archange basiliek, na een besluit van Johannes Paulus II.
De oude binnenstad bestaat uit nauwe straten met gekleurde gevels. Ze is gevuld met winkels en restaurants en loopt uit op de tuin van Campanin en de zee. De barokke kapel van de Pénitents blancs (of kapel Immaculée Conception) werd gebouwd tussen 1680 en 1687 en gerestaureerd in 1987.
Op de heuvel van Pepín ligt het monastère de l’Annonciade, een klooster gesticht in 1520 door Jacquette de Lonsac.

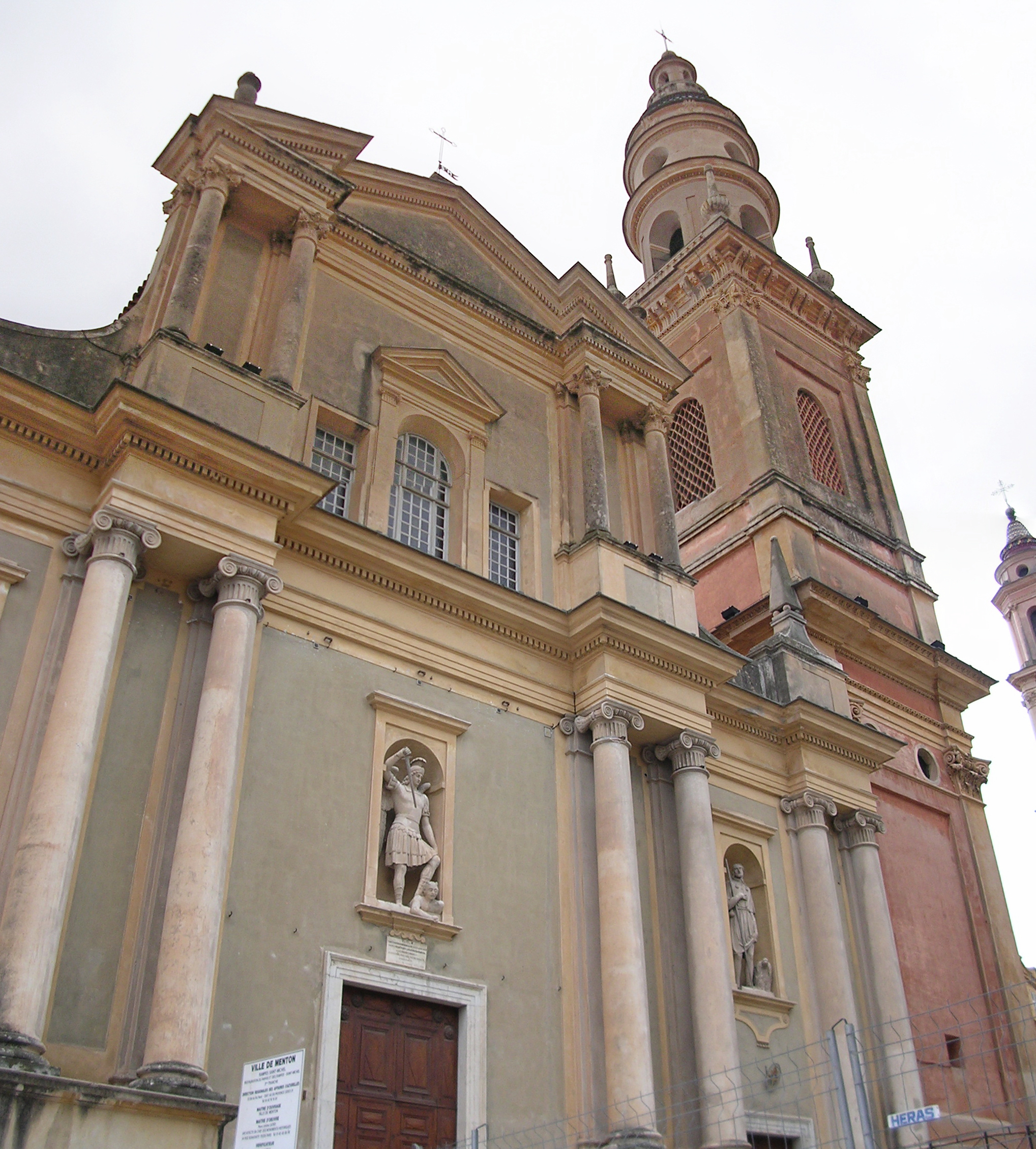
Basiliek Saint-Michel Archange
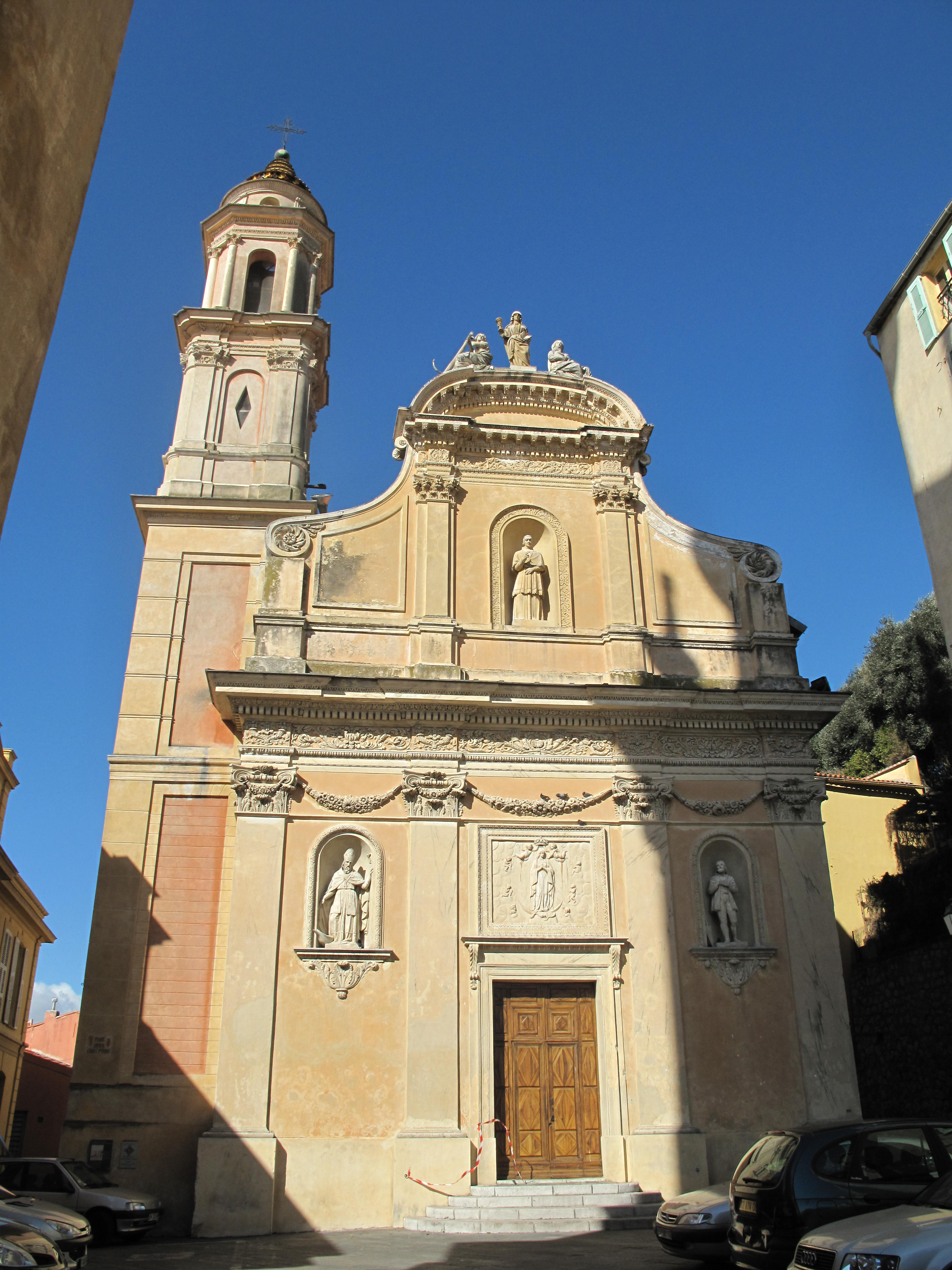
Kapel Pénitents Blancs
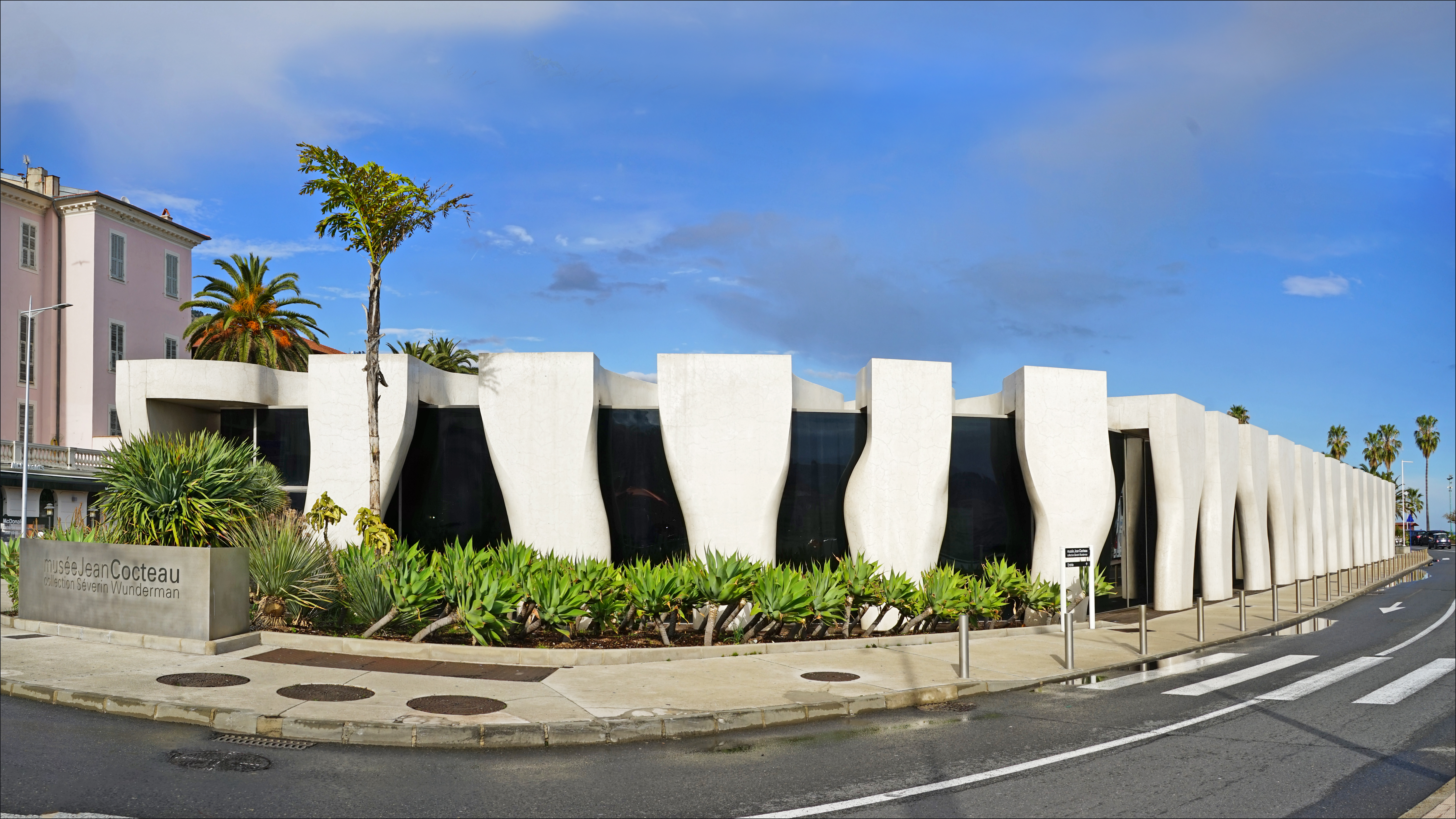
Musée Cocteau
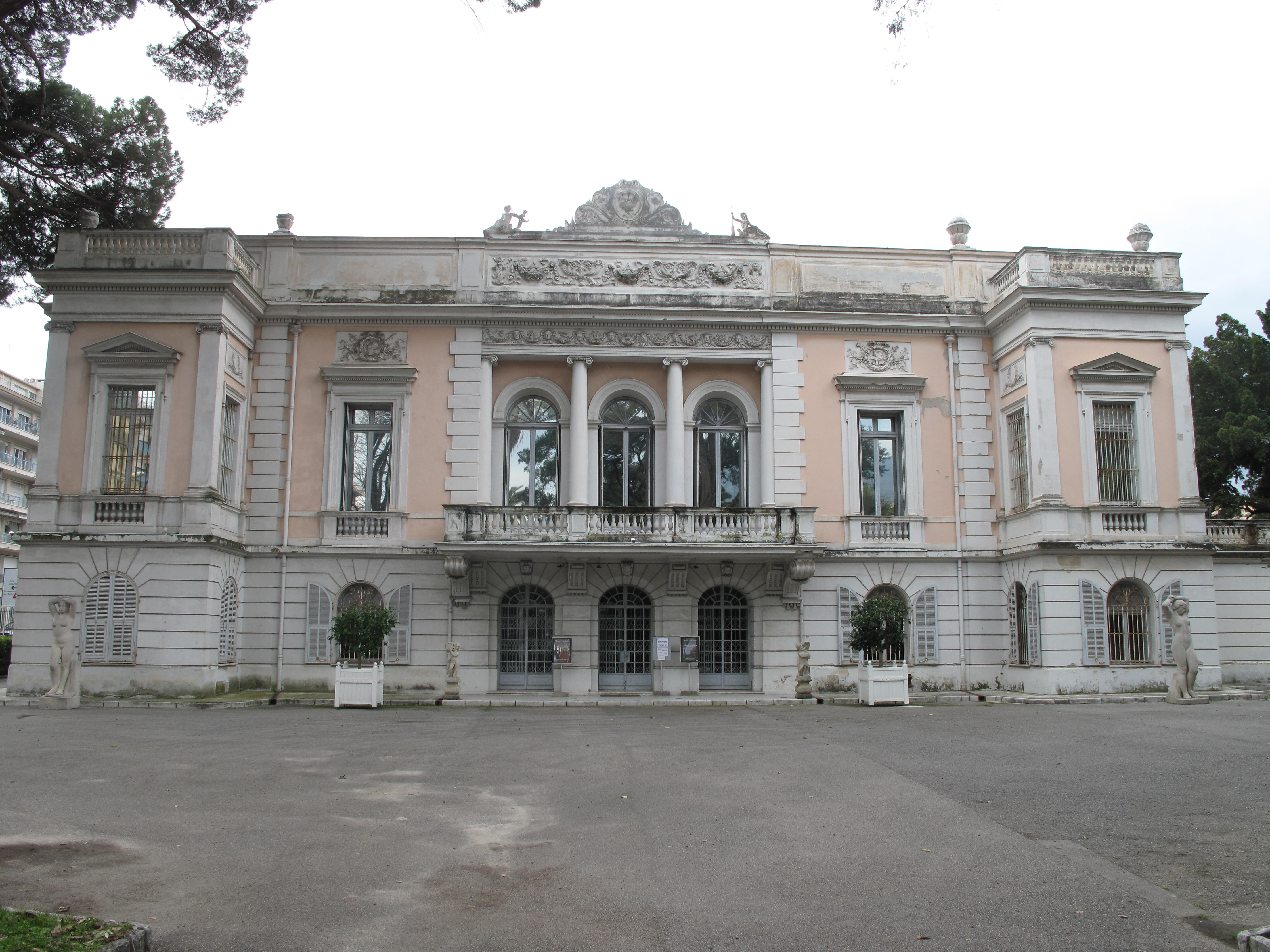
Palais Carnolès
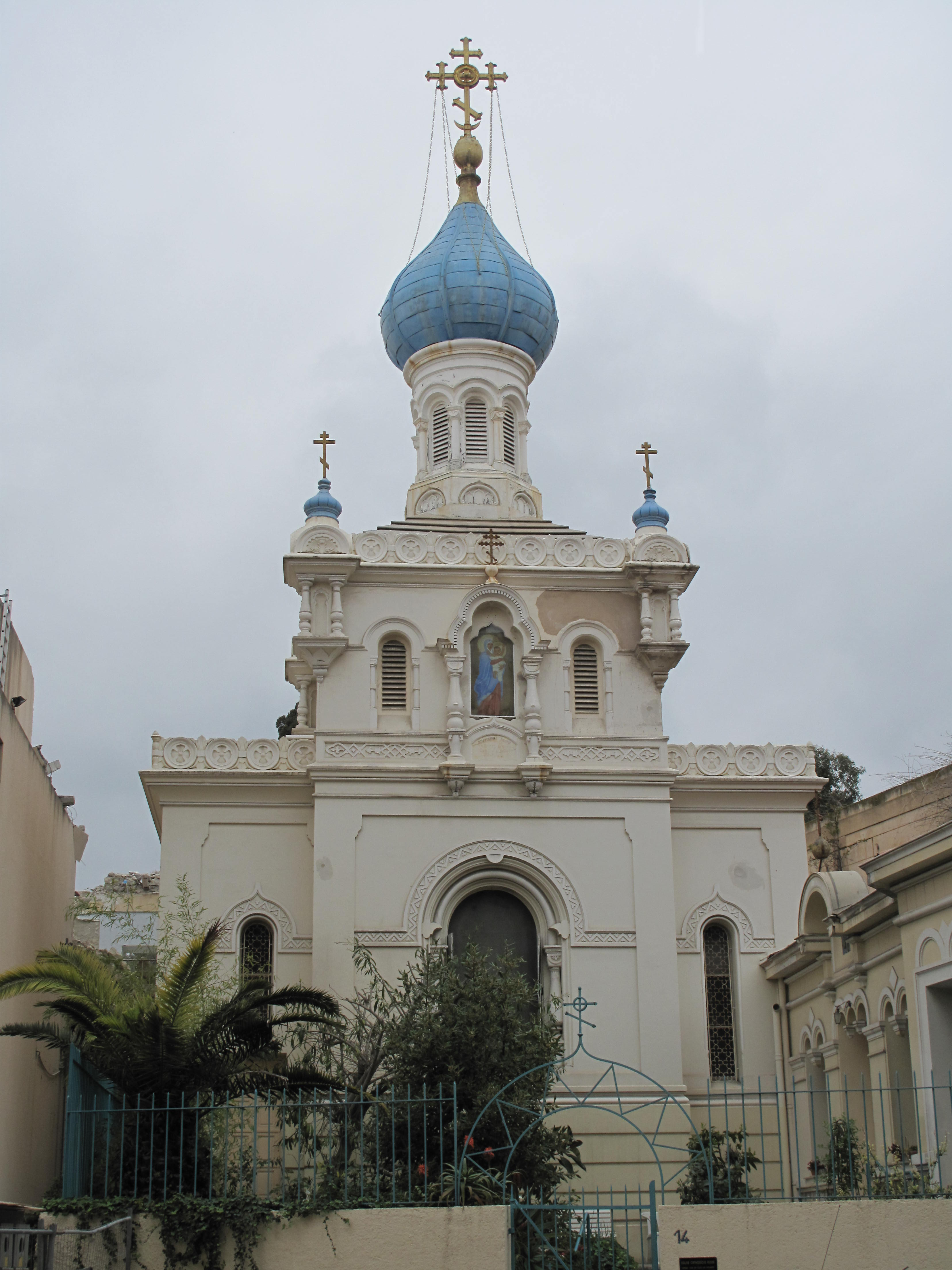
Russisch-Orthodoxe kerk
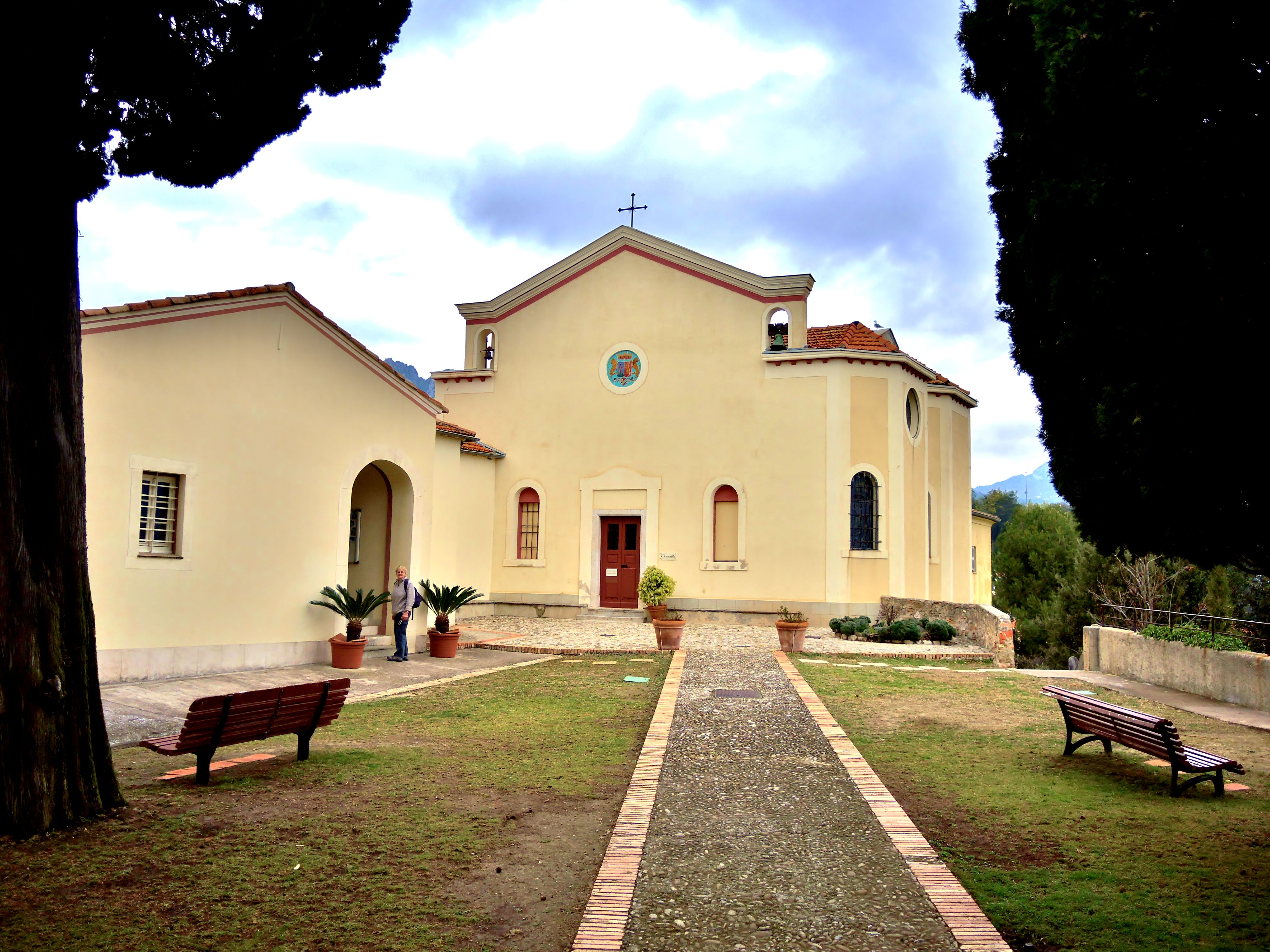
Monastère de l'Annonciade
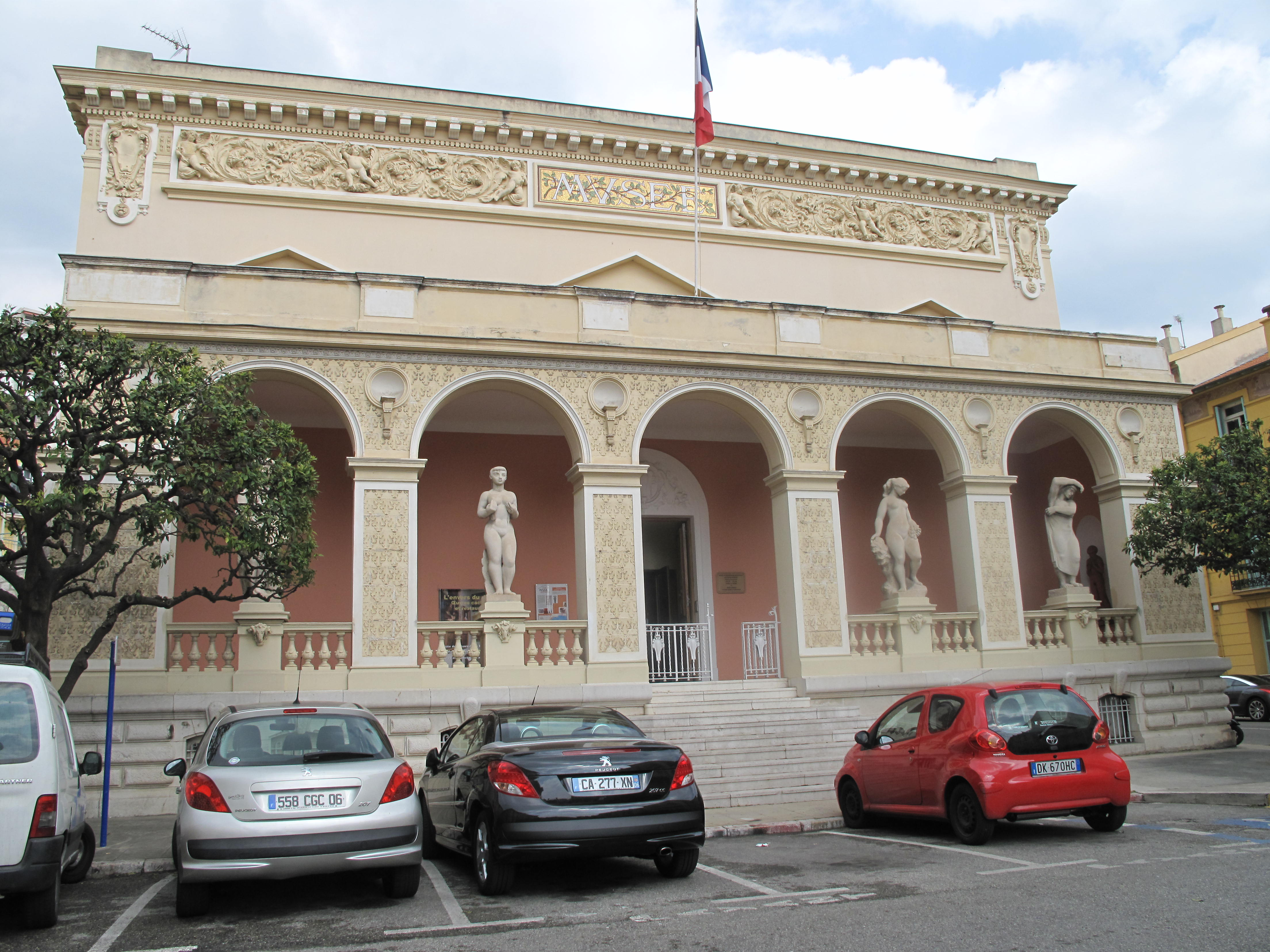
Musée de Préhistoire Régionale
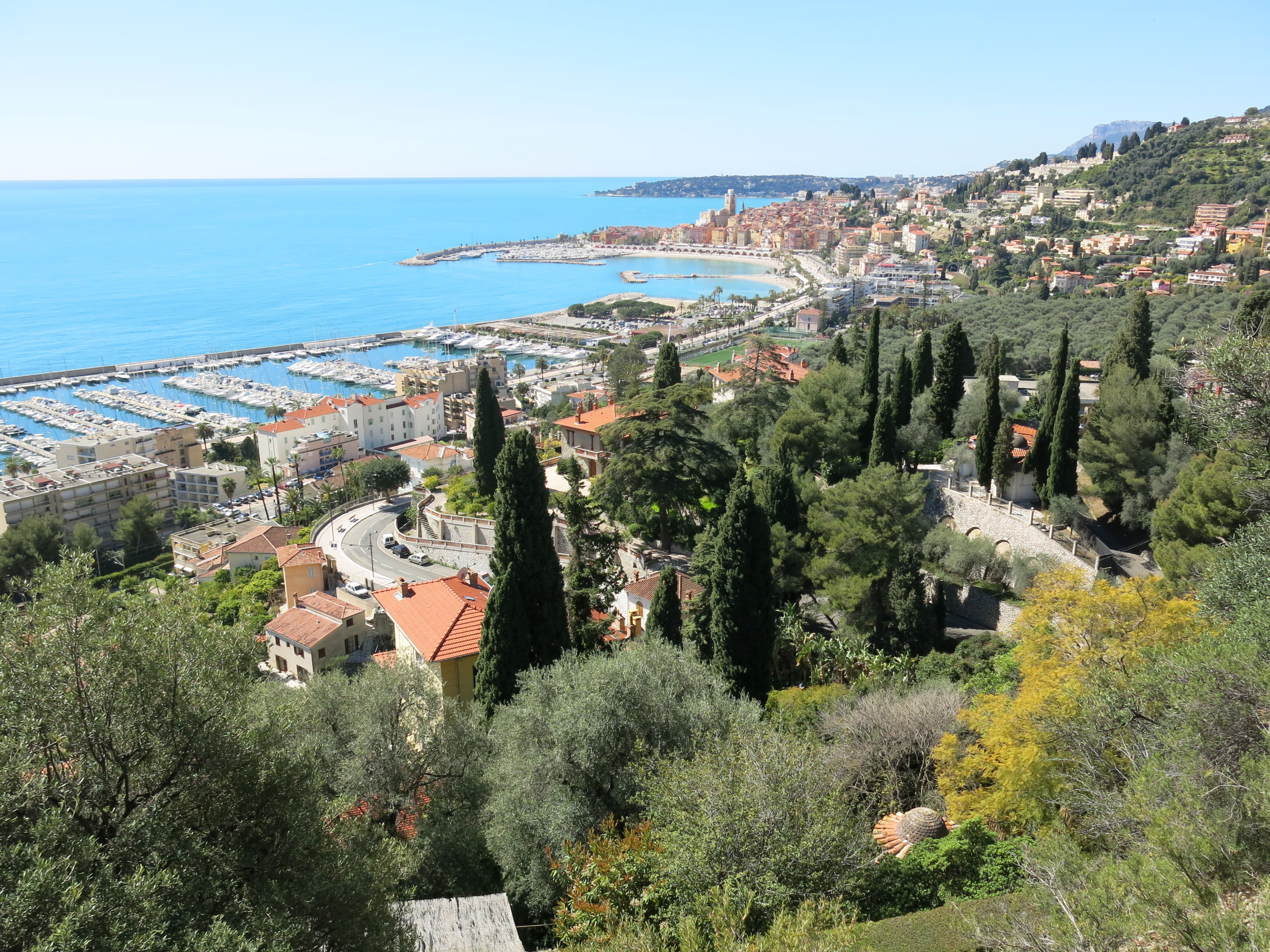
Domaine des Colombières

## Geografie
De oppervlakte van Menton bedraagt 14,05 vierkante kilometer; Op 1 januari 2022 was de bevolkingsdichtheid 2.158,4 inwoners per km².
De onderstaande kaart toont de ligging van Menton met de belangrijkste infrastructuur en aangrenzende gemeenten.

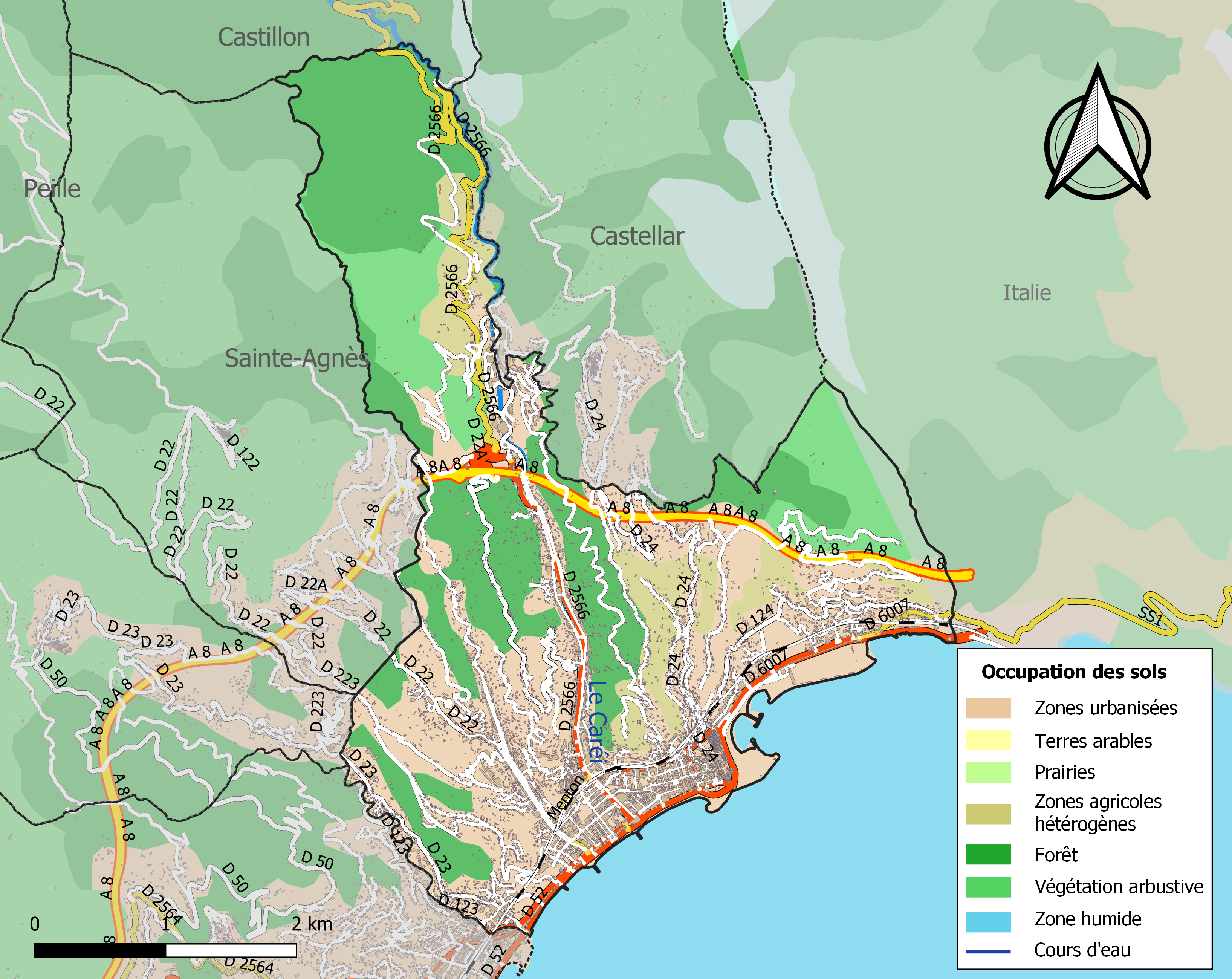

## Verkeer en vervoer
In de gemeente ligt spoorwegstation Menton.

## Economie
De citroenteelt was lange tijd een van de belangrijkste economische sectoren. Rond 1900 telde Menton zo'n 100.000 citroenbomen; in 2017 waren dat er nog zo'n 3.500. De vorst van 1956 vernielde vele bomen. Nu is vooral het toerisme belangrijk. 

## Demografie
Onderstaande figuur toont het verloop van het inwonertal.
Vanwege een beveiligingsprobleem met de MediaWiki Graph-software is het momenteel niet mogelijk deze grafiek weer te geven. Zodra de software is bijgewerkt zal de grafiek vanzelf weer zichtbaar worden.

## Sport
Menton was één keer etappeplaats in wielerkoers Ronde van Frankrijk. In 1950 won de Luxemburger Jean Diederich er een rit.

## Geboren
- Sébastien Gattuso (1971), Monegaskisch sprinter
- Jérôme Alonzo (1972), voetballer
- Olivier Echouafni (1972), voetballer

## Overleden
- Alexandre Calame (1810-1864), Zwitsers kunstschilder
- Narcisse Díaz de la Peña (1807-1876), kunstschilder
- Charles Spurgeon (1834-1892), Brits predikant
- Aubrey Beardsley (1872-1898), Brits illustrator en schrijver
- Charles William Meredith van de Velde (1818 -1898), Nederlands luitenant-ter-zee tweede klasse, kunstschilder, erelid van het Rode Kruis en zendeling
- Hendrik van Bourbon-Parma (1851-1905), hertog van Bardi, prins uit het huis van Bourbon-Parma
- Carl von Siemens (1829-1906), Duits industrieel, broer van Ernst Werner Siemens en Carl Wilhelm Siemens
- Ernst Brenner (1856-1911), Zwitsers politicus
- Robert de Montesquiou (1855-1921), schrijver, dichter en essayist
- Charles Hermans (1839-1924), Belgisch kunstschilder
- Vicente Blasco Ibáñez (1867-1928), Spaans schrijver en politicus
- Willem Royaards (1867-1929), Nederlands acteur, regisseur en toneelleider
- Anatoli Loenatsjarski (1875-1933), Sovjet-Russisch politicus, auteur en publicist
- André Tardieu (1876-1945), politicus
- Elso Dusseljee (1881-1964), Nederlands-Belgisch pionier en ondernemer
- Alfred Hegenscheidt (1866-1964), Belgisch schrijver en aardrijkskundige
- Willem Duynstee (1886-1968), Nederlands rooms-katholiek geestelijke en jurist
- Stanislas-André Steeman (1908-1970), Belgisch Franstalig schrijver en illustrator
- Lesley Blanch (1904-2007), Brits schrijfster en moderedactrice

## Begraven
- William Webb Ellis (1806-1872), Brits uitvinder van rugby